# Episodi di The Man Behind the Badge (prima stagione)
La prima stagione della serie televisiva The Man Behind the Badge è stata trasmessa in anteprima negli Stati Uniti d'America dalla CBS tra l'11 ottobre 1953 e il 3 ottobre 1954.
| nº | Titolo originale                          | Titolo italiano | Prima TV USA      | Prima TV Italia |
| -- | ----------------------------------------- | --------------- | ----------------- | --------------- |
| 1  | The Probation Officer Story               |                 | 11 ottobre 1953   |                 |
| 2  | The Portland, Oregon Story                |                 | 18 ottobre 1953   |                 |
| 3  | The Denver Story                          |                 | 25 ottobre 1953   |                 |
| 4  | The Wilkes-Barre Story                    |                 | 1º novembre 1953  |                 |
| 5  | The Nashville Story                       |                 | 8 novembre 1953   |                 |
| 6  | The Story of a Woman Warden               |                 | 15 novembre 1953  |                 |
| 7  | The Houston, Texas Story                  |                 | 22 novembre 1953  |                 |
| 8  | The Nebraska Story                        |                 | 29 novembre 1953  |                 |
| 9  | The Buffalo, New York Story               |                 | 6 dicembre 1953   |                 |
| 10 | The St. Paul Story                        |                 | 13 dicembre 1953  |                 |
| 11 | The Parole Officer Story                  |                 | 20 dicembre 1953  |                 |
| 12 | The Germany Story                         |                 | 27 dicembre 1953  |                 |
| 13 | The Reading, Pennsylvania Story           |                 | 3 gennaio 1954    |                 |
| 14 | The New Orleans Story                     |                 | 10 gennaio 1954   |                 |
| 15 | The Detroit Story                         |                 | 17 gennaio 1954   |                 |
| 16 | The Ohio State Prison Story               |                 | 24 gennaio 1954   |                 |
| 17 | The Los Angeles Story                     |                 | 31 gennaio 1954   |                 |
| 18 | The Cleveland Story                       |                 | 7 febbraio 1954   |                 |
| 19 | The Philadelphia Story                    |                 | 14 febbraio 1954  |                 |
| 20 | The Richmond, Virginia Story              |                 | 21 febbraio 1954  |                 |
| 21 | The Dade County, Florida Story            |                 | 28 febbraio 1954  |                 |
| 22 | The Massachusetts Story                   |                 | 7 marzo 1954      |                 |
| 23 | The Philadelphia Story: Part 2            |                 | 14 marzo 1954     |                 |
| 24 | The Portland, Oregon Story: Part 2        |                 | 21 marzo 1954     |                 |
| 25 | The Glacier National Park Story           |                 | 28 marzo 1954     |                 |
| 26 | The Seattle Story                         |                 | 4 aprile 1954     |                 |
| 27 | The Indiana State Prison Story            |                 | 11 aprile 1954    |                 |
| 28 | The Boston Story                          |                 | 18 aprile 1954    |                 |
| 29 | The East Baton Rouge Story                |                 | 25 aprile 1954    |                 |
| 30 | The Chicago Story                         |                 | 2 maggio 1954     |                 |
| 31 | The Boston Story #2                       |                 | 9 maggio 1954     |                 |
| 32 | The Case of the Blues                     |                 | 16 maggio 1954    |                 |
| 33 | The Case of the Deadly Circle             |                 | 23 maggio 1954    |                 |
| 34 | The Case of the Quiet Room                |                 | 30 maggio 1954    |                 |
| 35 | The Case of the Mutinous Crew             |                 | 6 giugno 1954     |                 |
| 36 | The Case of the Jinxed Circus             |                 | 13 giugno 1954    |                 |
| 37 | The Case of the Reluctant Fugitive        |                 | 20 giugno 1954    |                 |
| 38 | The Case of the Yankee II                 |                 | 27 giugno 1954    |                 |
| 39 | The Case of the Cop Hater                 |                 | 4 luglio 1954     |                 |
| 40 | The Case of the Last Escape               |                 | 11 luglio 1954    |                 |
| 41 | The Case of the Slightly Used Car         |                 | 18 luglio 1954    |                 |
| 42 | The Case of the Phantom Fire              |                 | 25 luglio 1954    |                 |
| 43 | The Case of the Gambling Lady             |                 | 1º agosto 1954    |                 |
| 44 | The Case of the Tell-Tale Coin            |                 | 8 agosto 1954     |                 |
| 45 | The Case of the Bouncing Checkbook        |                 | 15 agosto 1954    |                 |
| 46 | The Case of the Light-Fingered Shoplifter |                 | 22 agosto 1954    |                 |
| 47 | The Case of the Winning System            |                 | 29 agosto 1954    |                 |
| 48 | The Case of the Narcotics Racket          |                 | 5 settembre 1954  |                 |
| 49 | The Case of the Strategic Air Command     |                 | 12 settembre 1954 |                 |
| 50 | The Case of the Berkshire Fires           |                 | 19 settembre 1954 |                 |
| 51 | The Case of the Reluctant Flop Artist     |                 | 26 settembre 1954 |                 |
| 52 | The Case of the Aerial Manhunt            |                 | 3 ottobre 1954    |                 |